# Вальтелліна
46°10′00″ пн. ш. 9°52′00″ сх. д. / 46.166666666667° пн. ш. 9.8666666666667° сх. д.
Вальтелліна (ромш. Vuclina (listenⓘ); ломб. Valtelina або Valtulina; нім. Veltlin; італ. Valtellina) — альпійська долина на півночі Італії, на кордоні зі Швейцарією, у регіоні Ломбардія.

## Історія
Вальтелліна була завайована римлянами у 16 році до н.е. У V сторіччі місцеве населення прийняло християнство, місцеві церкви підпорядковувались єпархії Комо. Потім входила до Лангобардського королівства, після чого була завойована Карлом Великим. З тих часів майже до сучасності місцеві мешканці розмовляли ретороманською та ломбардійською мовами. Тривалий час Вальтелліна входила до швейцарських володінь нім. Gotteshausbund. Під час Тридцятирічної війни виділяють окрему битву за Вальтелліну. Після завойовницьких війн Наполеона увійшла до Цизальпійської республіки, а потім до наполеонівського Італійського королівства. Після розгрому Наполеона увійшла до Ломбардо-Венеційського королівства та насамкінець до об'єднаного Італійського королівства.

## Географія

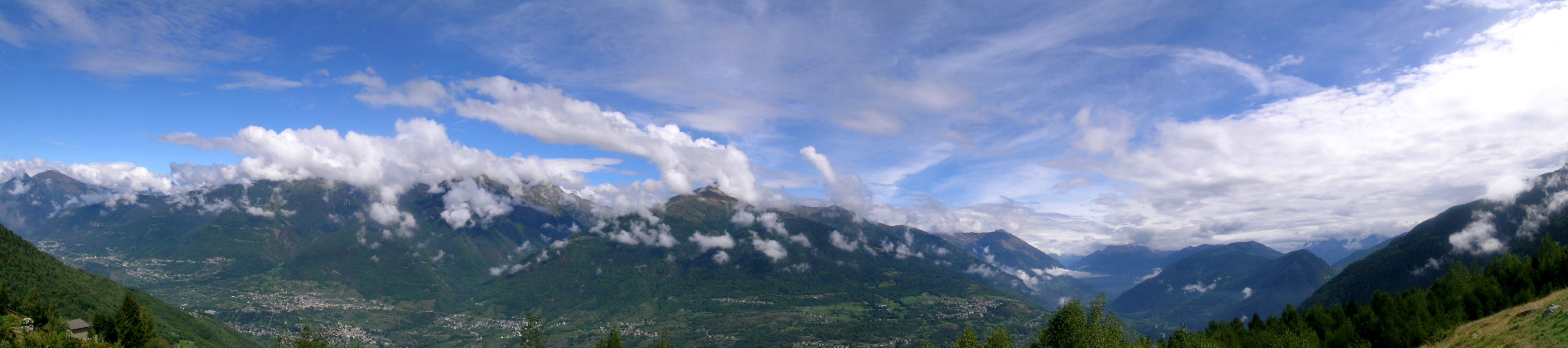
Панорама Вальтелліни

Географічно Вальтелліна простягається вздовж річки Адда від Борміо до озера Комо, куди впадає Адда. Основні населені пункти — Сондріо, Борміо, К'явенна.

## Економіка
Вальтелліна відома своєю туристичною галуззю. Тут є гірськолижні курорти, термальні джерела (бальнеологічні курорти). Також тут знаходиться всесвітно відома залізниця Бернінабан, яка проходить через Альпи та входить до списку пам'ятників Всесвітньої спадщини ЮНЕСКО. Також цей регіон відомий своєрідною кухнею, зокрема тут виробляють відомий італійський сир бітто та м'ясний делікатес брезаолу. Виноробна зона Вальтелліна є важливим центром виноробства Ломбардії.